# 安东·赖歇诺
安东·赖歇诺（德語：Anton Reichenow，1847年8月1日—1941年7月6日）是德国鳥類學家和爬虫两栖类学家。

## 生平
安东·赖歇诺是德国鸟类研究学家吉恩·路易斯·卡巴尼斯的女婿，1874年至1921年在柏林自然博物馆长期工作，担任过助理、鸟类部门馆长和主任等职务。他专注研究非洲鸟类，曾于1872年至1873年远赴西非收集鸟类标本，写下了著作《非洲鸟类》（德語：Die Vögel Afrikas，1900-1905）
他命名了许多鸟类，著名的有赖氏火雀和乌干达国鸟灰冠鹤等。他的儿子爱德华·赖歇诺后来成为了德国著名的原生动物学家。
赖歇诺还活跃于爬虫两栖类学领域，命名了无尾目的一个属和两个新物种。为了纪念他在该领域的贡献，拉托石龙子属的一个物种以他的名字命名。

## 扩展阅读
- Beolens, Bo; Watkins, Michael (2003). Whose Bird?: Men and women commemorated in the common names of birds. London: Christopher Helm.（英文）
- Walters, Michael (2003). A Concise History of Ornithology. New Haven: Yale University Press. ISBN 0-300-09073-0.（英文）